# Loyalist Volunteer Force
Loyalist Volunteer Force (LVF) är en lojalistisk paramilitär grupp i Nordirland.
Gruppen bildades 1996 av avhoppade medlemmar från Ulster Volunteer Forcebrigaden (UVF) i Mid-Ulster. Medlemmarna var missnöjda med det eldupphör som UVF gått med på 1994. Den 27 december 1997 mördades organisationens ledare Billy Wright av INLA i Mazefängelset. Veckorna efter det mördade LVF och UVF tio civila katoliker som hämnd för mordet. 
Trots att organisationen var emot fredsprocessen på Nordirland valde LVF att i maj 1998 inleda ett eldupphör, även om man fortsatte att hävda att man var emot fredsprocessen. I december 1998 var LVF den första organisationen att lämna över en del av sin vapenarsenal till Independent International Commission on Decommissioning (IICD). Efter det har de inte överlämnat några fler vapen. 

## Konflikt med UVF
LVF var i konflikt med organisationen de hade lämnat 1996, UVF. UVF förklarade krig mot LVF eftersom de ansåg att LVF enbart var en kriminell organisation och att de nu skulle ta bort dem från den lojalistiska sidan. Under juli och augusti 2005 sköt UVF fyra personer som de hävdade hade samröre med LVF. 